# Ringstad gård

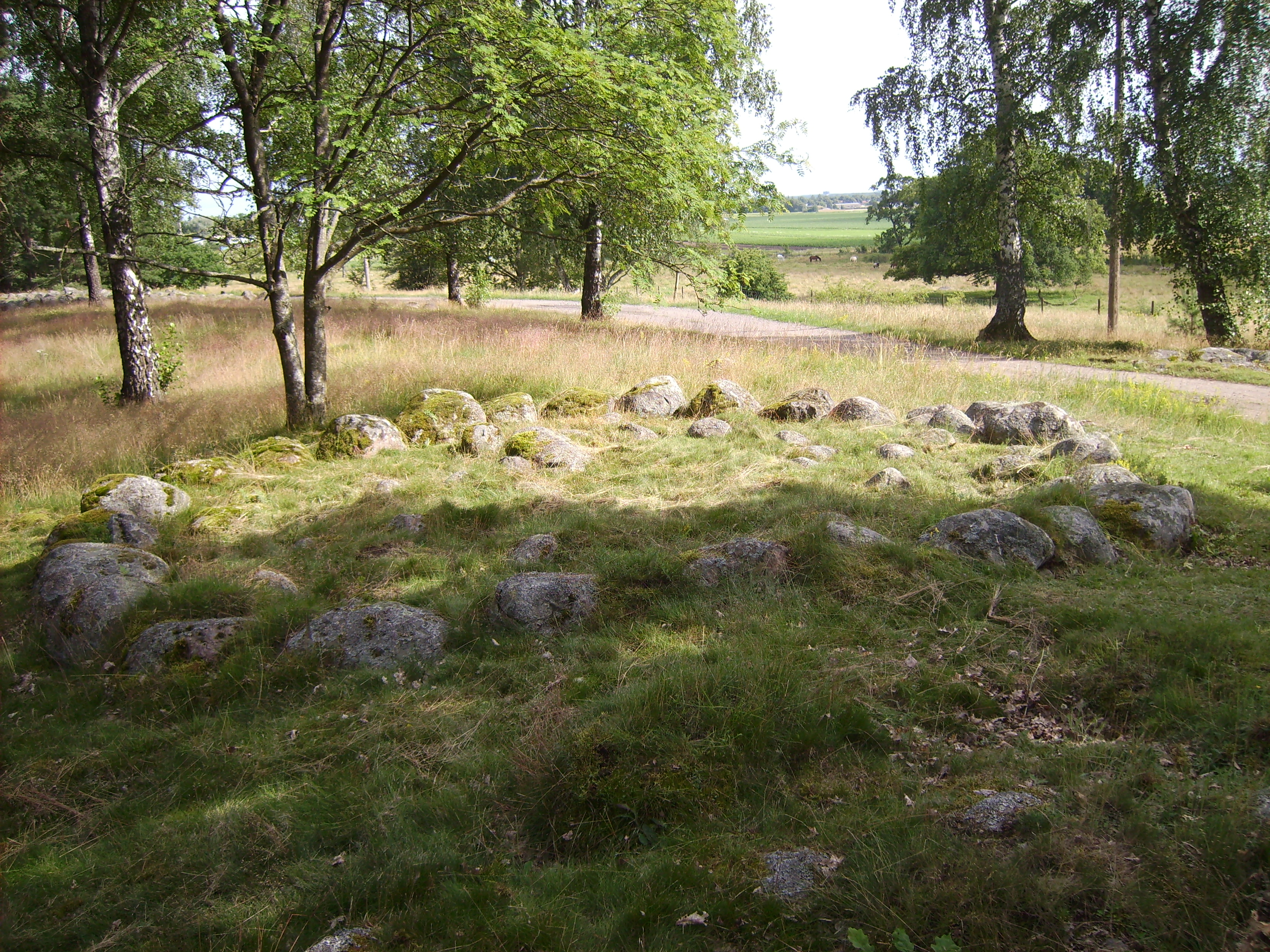
Ringstads fornminnesområde.

Ringstad gård är en herrgård i Östra Eneby socken i Norrköpings kommun, känd från 1300-talet. Nuvarande huvudbyggnad tillkom efter ryssarnas härjningar 1719 och tillbyggdes 1829 och 1912. Gården är namngivare till Ringstadäpplet. Sedan 2024 ägs gården av Norrköpings kommun.

## Historik
Gården omnämns första gången i slutet av 1300-talet, då tillhörande Bo Jonsson Grip. Men den måste tidigare ha tillhört kronan, för vid ett herremöte i Norrköping i februari 1404 krävde Drottning Margareta tillbaka Ringstad med den samhöriga borgen Ringstadholm. Kravet hörsammades genom domslutet ”samdräkteligt uttalad, ingen emotsägande”. Alla församlade beslutsförfattare visste tydligen att Ringstad sedan urminnes tider hade haft kronogodskaraktär.[källa behövs]
Från år 1543 hörde större delen av Ringstad under Kvillinge socken. Efter år 1627 kom en del av gården dels genom köp och dels genom donation i befallningsmannen på Johannisborgs slott, lagmannen Nils Jonssons händer, en annan del donerades till presidenten Anders Gyldenklou. Nils Jonssons son, landshövdingen Jonas Klingstedt (1616–1691) samlade emellertid hela gården i sin ägo, och under denna tid eller 1683 kallas Ringstad för sätesgård, uppbyggd på 2 mantal allodialhemman med 1 mantal rå och rör samt försedd med medelmåttig åbyggnad. Reducerades sedermera men lämnades till Klingstedt på livstid. Efter hans död kom egendomen till mågen, assessorn, friherre Jakob Cronhielm, och vid hans frånfälle 1712 övergick den till hans dotter Hebla Cronhielm, gift med majoren Isak Gyllenhammar (död 1757). Tillföll efter hans död, arvingarne, av vilka sonen överstelöjtnanten Carl Fredrik Gyllenhammar 1761 bortbytte gården till handlanden A. Mæchel, varefter den inom få år gick genom många händer, till dess slutligen handlanden A. Stenbom år 1782 blev ägare genom köp och byte med kapten Karl Johan Gyllenram. Säges 1783 ha tillhört assessorn Stenbom. A. Stenboms arvingar sålde efter 1806 4⁄5 delar till hovrättsnotarien Frans Olof Rundeberg (död 1819), av vars arvingar åter teologie doktorn Matthias Stenhammar, som genom köp redan 1818 förvärvat 1⁄5 år 1820 även köpte dessa 4⁄5 delar. Efter 1855 innehades Ringstad av doktor Stenhammars måg, filosofie doktorn Carl Lönnberg, och är från 1871 dennes broder, rådmannen, vice häradshövdingen Lars Johan Lönnberg ägare.

### Utgrävningar
Det äldsta Ringstad låg en bit bortom den nuvarande gårdsanläggningen, vars fornlämningsområde (efter mindre insatser av Nils Åberg) undersöktes under en lång följd av år av Arthur Nordén och Bror Schnittger under tidiga 1900-talet samt därefter av Andreas Lindahl. Gravfälten kring gården har givit fynd från hela första årtusendet e.Kr. Nordén ägnade mycket uppmärksamhet åt resterna av två äldremedeltida gårdsanläggningar som var anlagda ovanpå järnåldersgravar. Eftersom föremål från dessa gravar låg omdeponerade i de medeltida husgrunderna misstolkade Nordén situationen som att platsen varit bebodd kontinuerligt i nästan tusen år. Han övertolkade också starkt några hägnadsrester vid den ena gårdsplatsen och ville ha dem till att de var rester av ett stort träfort. Dessa missuppfattningar berodde främst på att Nordén redan före utgrävningarnas början hade format en tolkning av platsen som var starkt påverkad av studier i sagorna om Bråvallaslaget. Dessutom hade arkeologin vid denna tid över lag mycket lite kunskap om hur järnålderns och medeltidens lantliga bebyggelse egentligen såg ut.[källa behövs]

### Sägner
Enligt Ynglingasagan, som inleder Snorre Sturlassons bok Heimskringla från 1200-talet, härskade Högne över Östergötland. I legenderna runt Helge Hundingsbane berättas det att Högne förlorade sin tron till Helge som bodde på Hringstaðir - vilket Nordén och andra tolkade som Ringstad gård.[källa behövs]